# Lucy Morgan
Lucy W. Morgan (Memphis, 11 de octubre de 1940-Tallassee, Alabama, 20 de septiembre de 2023) fue una  reportera y editorialista estadounidense del desaparecido St. Petesburg Times, ahora conocido como Tampa Bay Times.
Fue la primera mujer ganadora del premio Pulitzer al mejor reportaje de investigación en 1985, el cual condujo a la destitución del alguacil del condado de Pasco acusado de corrupción y otros delitos.

## Biografía
Nacida en Memphis, Tennessee (1940), Morgan comienza su carrera como periodista en el Ocala Star Banner en 1965, cuando una mujer tocó a su puerta preguntándole si quería escribir para un periódico. Trasladándose posteriormente al  St. Petersburg Times en 1968.
Mientras trabajaba tiempo completo como reportera,  asistió a Pasco-Hernando State College recibiendo el título de periodista.
En 1973, fue sentenciada a ocho meses de cárcel por negarse a revelar información confidencial mientras trabajaba para una investigación en el Times que revelaba casos de corrupción en la policía del estado. Tiempo después, la corte suprema de la Florida revocó la condena en 1976, registrándose uno de los casos de mayor arbitrariedad en contra de los derechos de los periodistas en los Estados Unidos.
En 1982 fue anunciada finalista Pulitzer por una investigación que develaba casos de narcotráfico en condados del norte y centro de la Florida. 
Finalmente, en 1985 junto con Jack Reed es galardonada con el Premio Pulitzer de Periodismo por mejor Reportaje de Investigación gracias a la cobertura del caso del alguacil de Pasco quien años después fue destituido y acusado por corrupción y tráfico de drogas. Morgan fue la primera mujer en ganar un Premio Pulitzer en esa categoría.
Se convirtió en jefe de la oficina de buró en Tallahassee en 1986 y más tarde trabajó en proyectos especiales y columnista.
En 2012, una publicación de All Things Considered describió a Morgan como "una institución en la Florida".
Siete años después de anunciar su retiro, Morgan siguió activamente trabajando como periodista, lo que condujo a una realización de informes que siguieron resultando incómodos para las autoridades. Anuncia su jubilación completa en enero de 2013.
En 2005, el Senado del Estado de la Florida renombró la galería de prensa en honor de la periodista.
Morgan fue incluida en el Salón de la Fama de las mujeres de Florida en 2006.